# Portovenere
Portovenere – miejscowość i gmina we Włoszech, w regionie Liguria, w prowincji La Spezia.
Według danych na rok 2004 gminę zamieszkiwało 4041 osób, 577,3 os./km².

## Galeria zdjęć

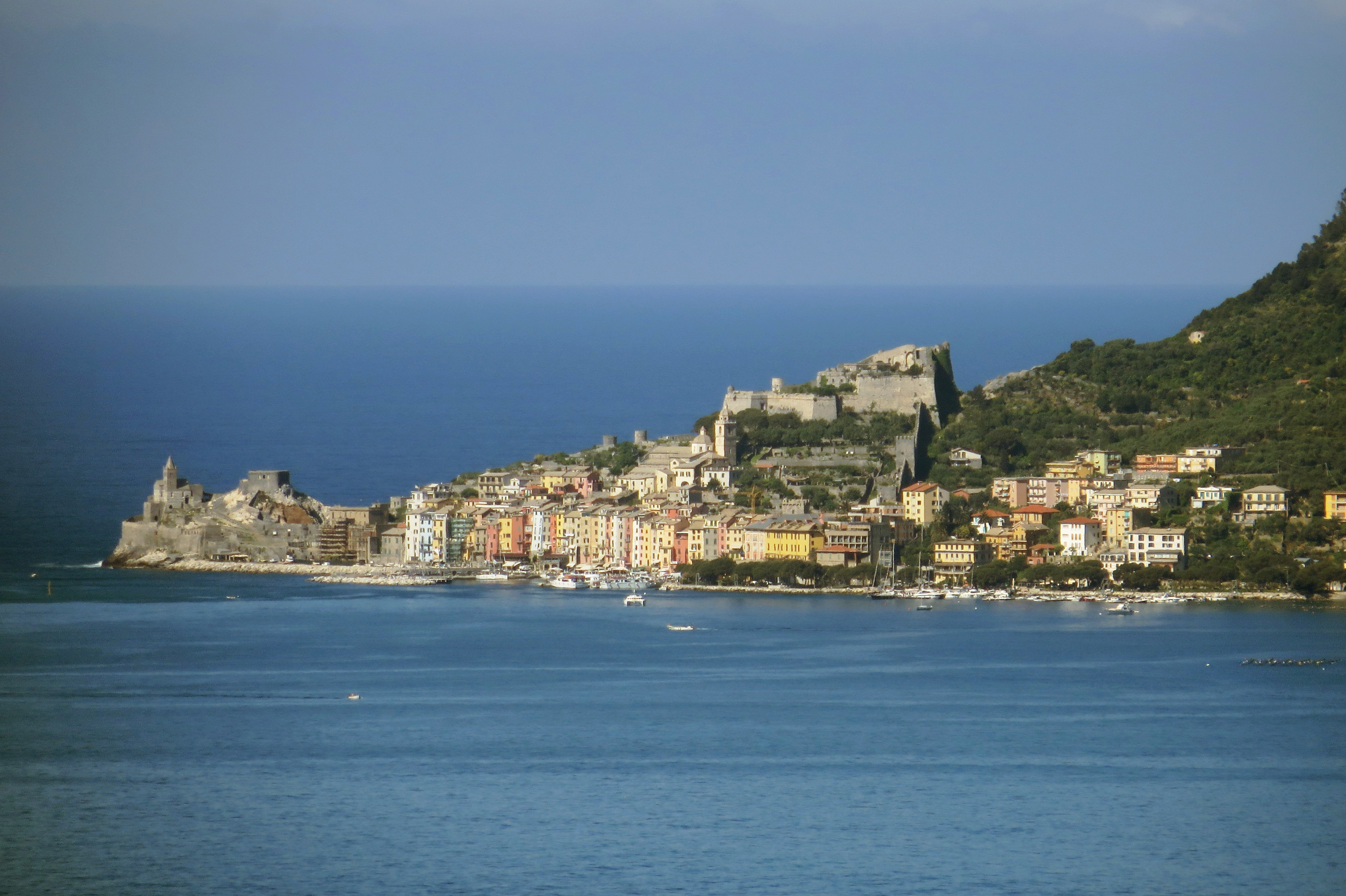
Porto Venere – widok z Lerici
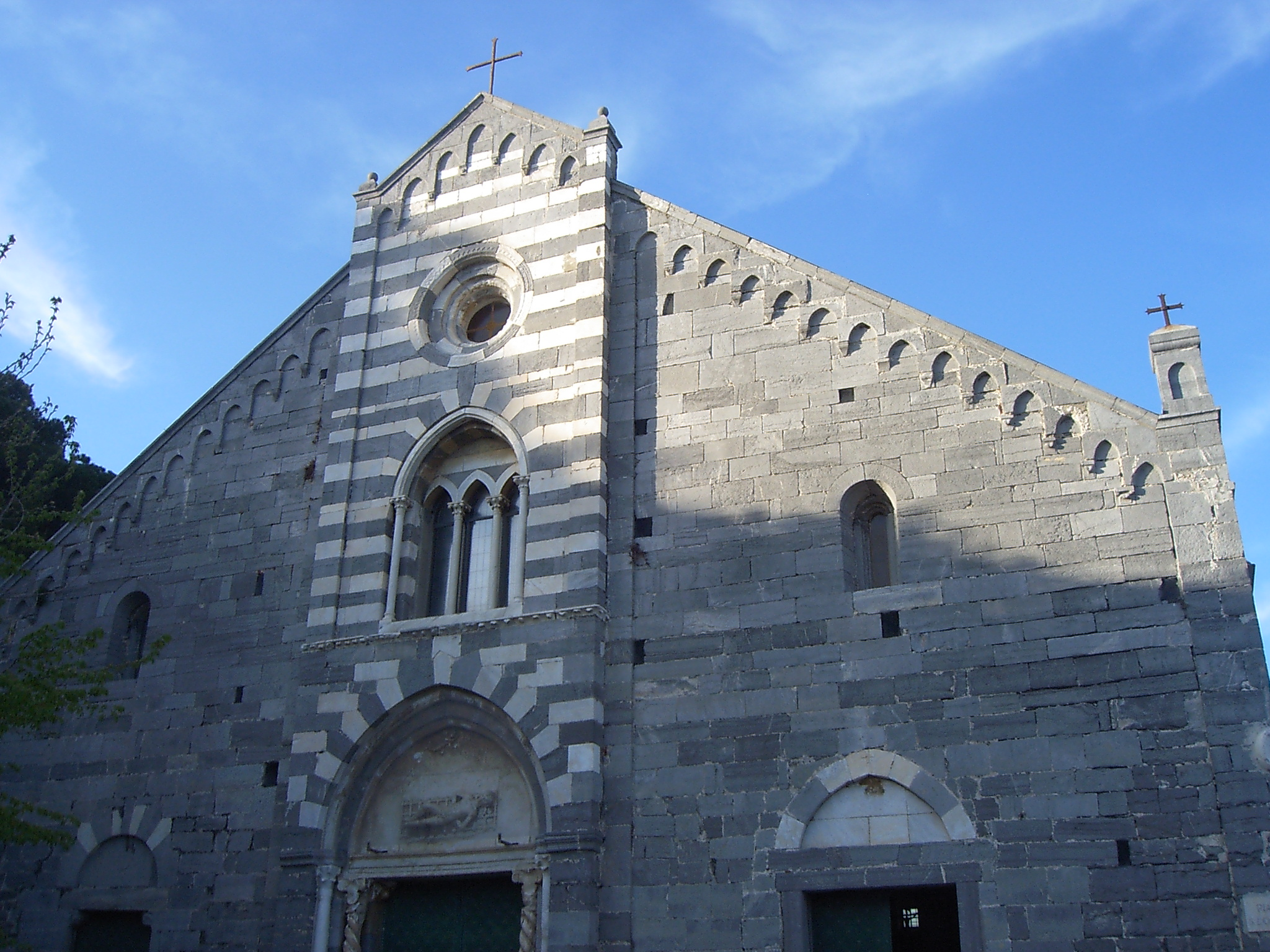
Fasada kościoła Świętego Wawrzyńca z XII wieku
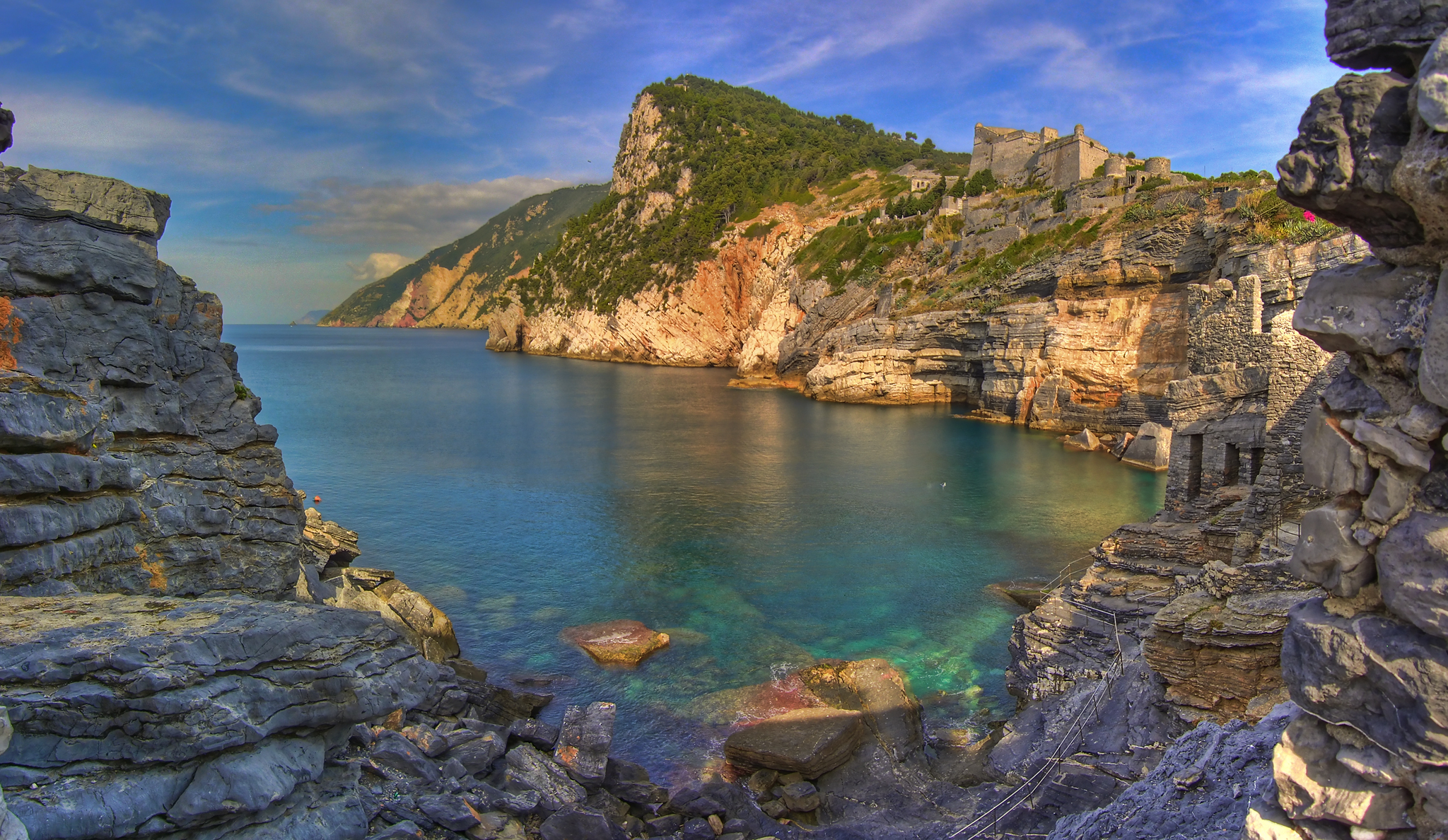
Jaskinia lorda Byrona
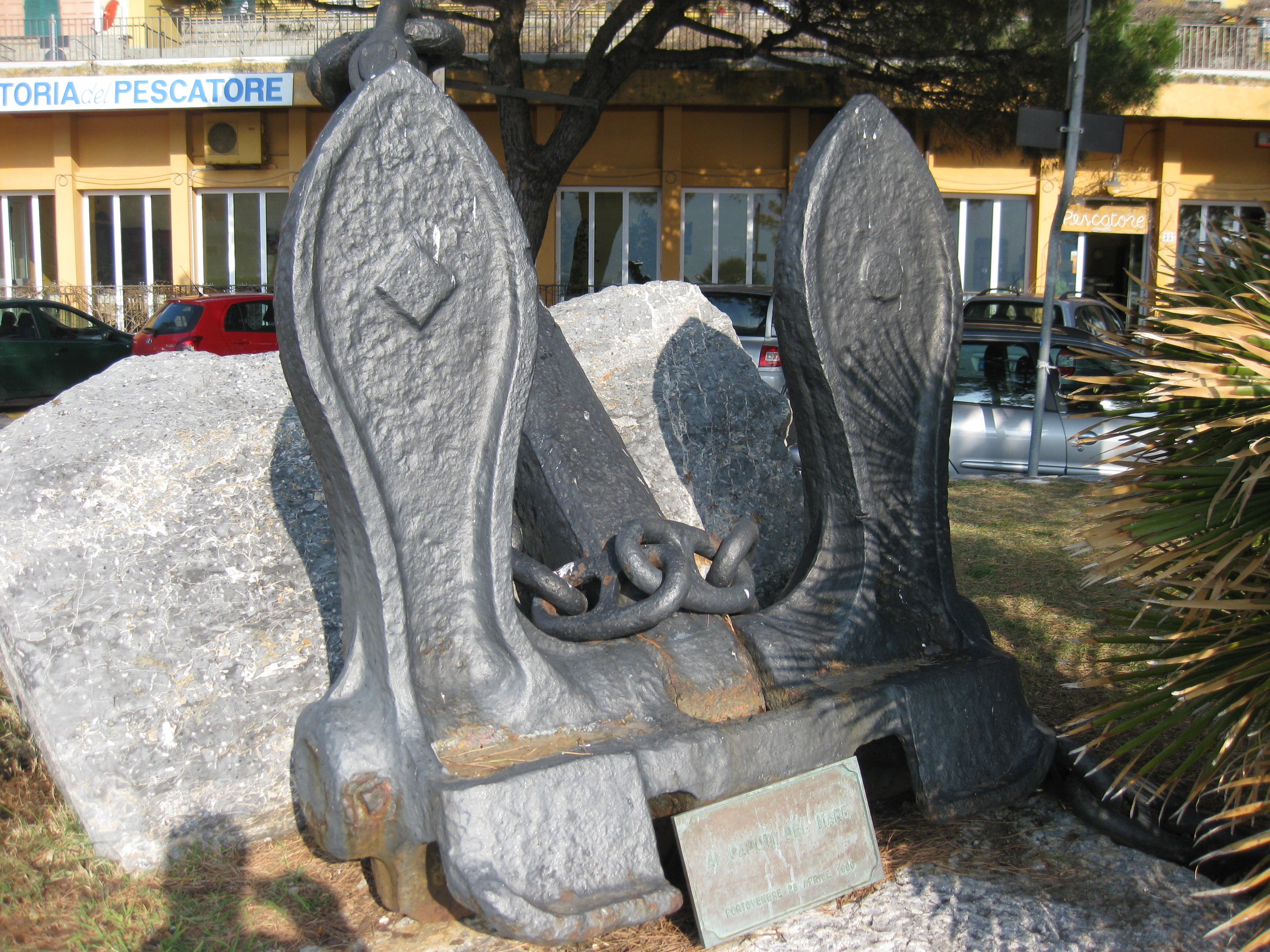
Pomnik poświęcony ofiarom morza
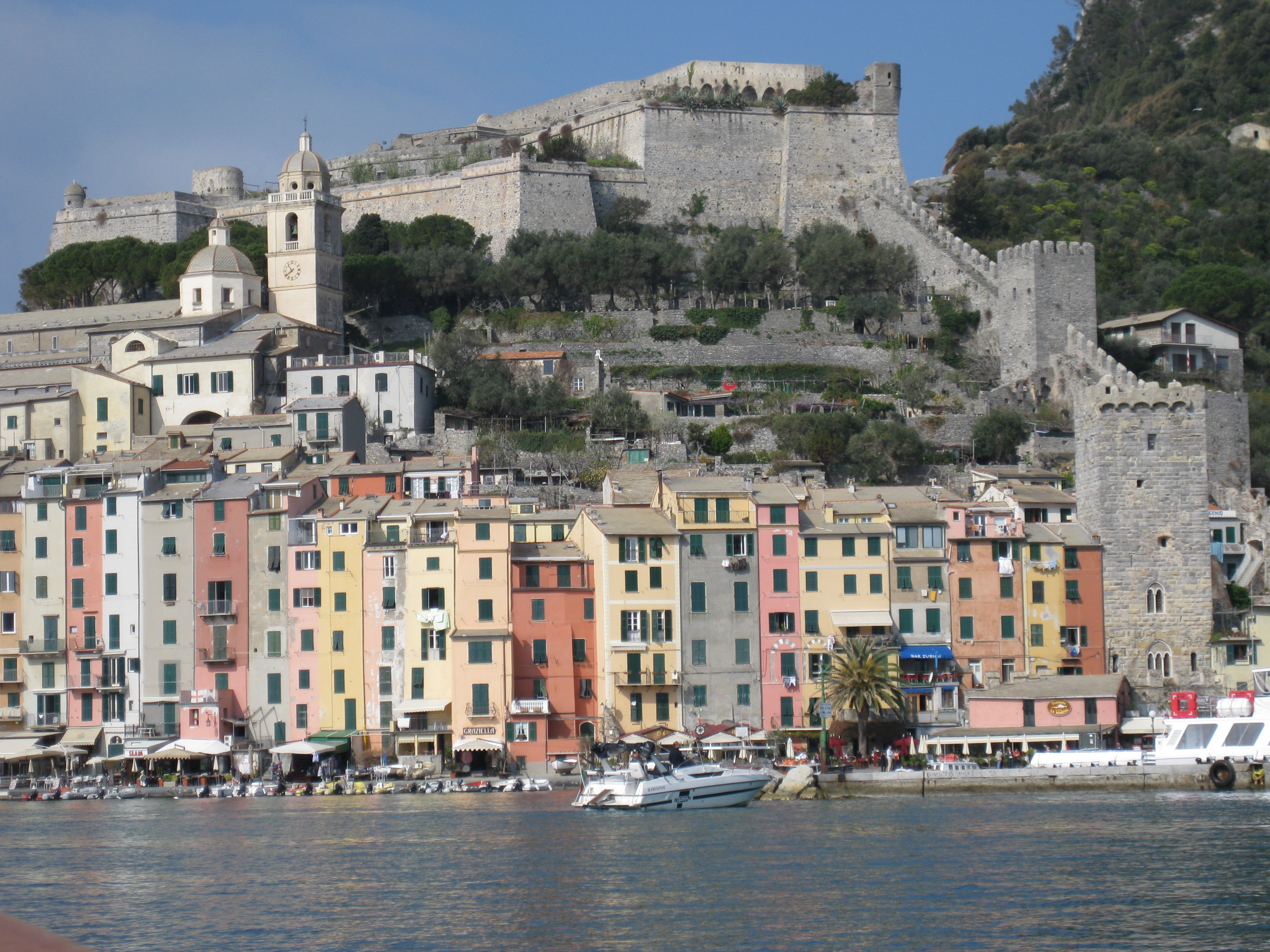
Widok z zatoki